# 박태웅 (1963년)
박태웅(1963년 ~ )은 대한민국의 한겨레신문 기자 출신 기업가이다.

## 생애
서울대학교 경영학과를 졸업하였고 한겨레 신문 기자로 일했다. 
한겨레신문에서 <한겨레21> 창간팀으로 창간을 주도했고, <씨네21> 창간에도 기여했다.  
1999년 신문사를 떠나 대한민국 내 최초의 허브사이트를 지향하는 <인티즌>을 설립하여 언론계와 벤처업계에 화제를 불러일으켰다.  
<안철수연구소> 경영지원실 실장, 웹보안 전문회사 <자무스> 대표이사, <엠파스> 부사장, 열린사이버대학교 부총장, KTH 부사장을 거쳐 한빛미디어 이사회 의장이 되었다.
2021년 정보통신분야 발전에 기여한 공로를 인정받아 동탑산업훈장을 수여하였다. 
<눈을 떠보니 선진국이 되어있었다> 등 여러 칼럼을 썼다. 
2021년 7월 <눈떠보니 선진국>이라는 책을 펴냈다.
2023년 6월 <박태웅의 AI강의> 책을 펴냈다.

## 학력
- 경북고등학교
- 서울대학교 경영학 학사

## 경력
- 한겨레 신문 기자
- 1999년 : <인티즌> 설립
- 2002년 ~ 2003년 : <나모인터랙티브> 부사장
- 2003년 ~ 2004년 : <안철수연구소> 경영지원실 실장
- 2004년 7월 ~ 2006년 5월 : <엠파스> 부사장
- 2007년 8월 : 열린사이버대학교 부총장
- 2009년 3월 ~ 2013년 3월 : KTH 부사장
- 한빛미디어 이사회 의장
- 민주연구원 모두의질문Q 대표
- 녹서포럼 의장
- 2025년 3월 ~	국회미래연구원 이사